# Hãy đợi đấy!
Hãy đợi đấy! (tiếng Nga: Ну, погоди! hoặc là Nu, pogodi!, phiên âm: "Nu, pa-ga-chi!") là một loạt các tập phim hoạt hình về Sói và Thỏ, do Soyuzmultfilm sản xuất từ năm 1969 đến năm 1995 (các tập 1-18), tập 17-18 có thêm sự phối hợp của Studio 13 (Ukraina) và các nhà tài trợ Nokia và AMT. Năm 2005, Kristmas Filmz và Pyaterochka tiếp tục sản xuất các tập 19-20. Lần công diễn đầu tiên của tập 1 diễn ra ngày 1 tháng 1 năm 1969. Đạo diễn các tập 1-18 là Vyacheslav Mikhailovich Kotyonochkin, các tập 19-20 là con trai ông, Aleksei Vyacheslavovich Kotyonochkin.
Trong cuộc bình chọn toàn Nga năm 2014, Hãy đợi đấy! đã giành chiến thắng là phim hoạt hình được mọi người yêu thích nhất mọi thời đại.

## Nhân vật

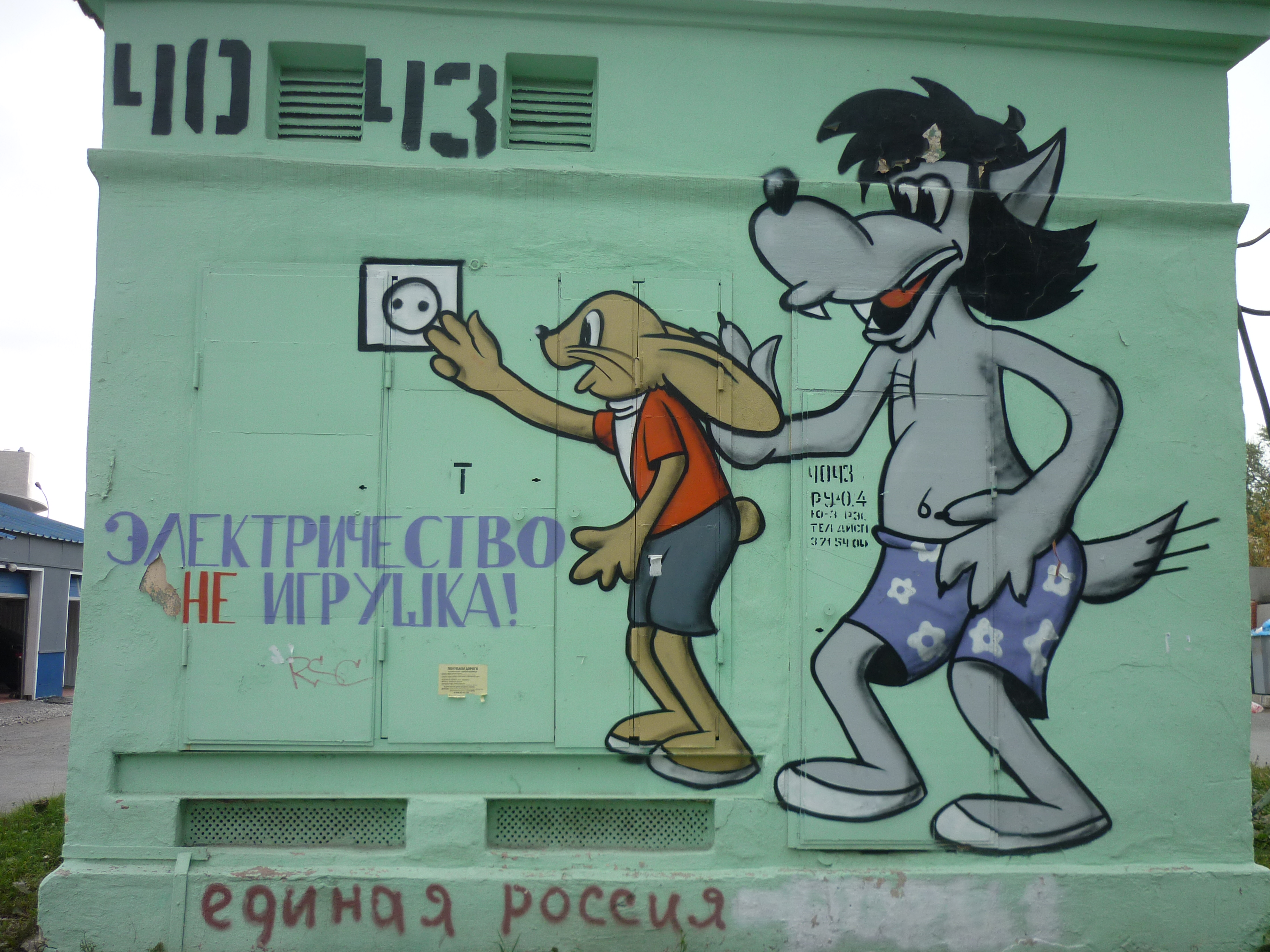
Hình vẽ của Sói và Thỏ trên thùng chứa điện. Hình này có ý nghĩa là "trẻ con không được đụng vào điện".

Hai nhân vật chính là Sói (do Anatoli Dmitrievich Papanov lồng tiếng) và Thỏ (do Klara Mikhailovna Rumyanova lồng tiếng) trong các tập từ 1 tới 16. Tập 17-18 sử dụng lại các bản ghi âm tiếng của Anatoli Papanov trong các tập trước do ông đã mất. Các tập 19-20 do Igor Khristenko và Olga Zvereva lồng tiếng cho Sói và Thỏ.

### Sói
Sói được miêu tả như là một kẻ nghiện thuốc lá nặng, một kẻ phá hoại tất cả mọi thứ để bắt được chú thỏ mắt xanh (chẳng hạn phá hoại những đồ trưng bày trong bảo tàng với mục đích bắt thỏ), ăn hiếp những người yếu đuối, bé nhỏ hơn, vi phạm luật pháp và nó trông như không hề sợ ai nhưng nó lại sợ và kính trọng những người có tài năng và lớn hơn nó (như nó rất sợ bác Hà Mã, bác Gấu và nể trọng nhà ảo thuật Mèo). Nó có sở thích là ăn mặc luôn luôn lòe loẹt, sặc sỡ, nhiều lúc ăn mặc rất lịch sự nhưng có đầu tóc bù xù, và đặc trưng của phong cách quần áo nó là cái quần lót hoa (trong tập 3 "trên đường và công trường" nó đã bị con ong mật đốt vì chổng cái quần lót hoa lên trời làm con ong nó tưởng đấy là hoa). Nó có tính cách rất cẩn thận trong việc mưu tính bắt thỏ nhưng cuối cùng vẫn thất bại chỉ vì nó quá mong ăn thịt thỏ nên trở nên nóng nảy và hấp tấp (như trong tập 18 "Trong siêu thị", nó bắt được thỏ nên nó đi ướm chảo, mua chảo và đi mua gia vị đầy đủ để làm món thỏ rán nhưng lại để thỏ trên xe hàng nên thỏ đã làm cho những hộp gia vị như tương ớt mà nó mua đều hỏng hết và làm tuột mất thỏ").  
Ở mặt khác, nhiều cố gắng của Sói nhằm bắt Thỏ thường được đặc trưng bằng các khả năng phi thường đối với nó như trượt băng nghệ thuật, vũ công ba-lê (nhiều lần Sói bắt Thỏ với mục đích này nhằm tạo đôi để nó nhảy và ăn thịt thỏ), ca hát và nhảy waltz lại minh chứng nó là một người lịch sự, tao nhã. Sói cũng có thể chơi đàn ghi-ta rất giỏi và cưỡi xe môtô lớn, càng làm cho nó trở thành một nhân vật với tính cách phức tạp. Trong tập 1 "Trong thành phố và trên bãi tắm", khi leo lên một tòa nhà cao để bắt Thỏ, Sói đã huýt sáo bài hát phổ biến và bất kính của những người leo núi, bài "Bài hát về người bạn" [Песня о Друге]. 

### Thỏ
Thỏ được miêu tả là một nhân vật tích cực. Phần lớn các hành động của nó đơn giản chỉ là các phản ứng trước các hành động đuổi bắt nó của Sói (chẳng hạn chạy và ẩn trốn, đôi khi theo những cách thức rất linh hoạt) và nó giống Sói ở chỗ nó cũng có những tài năng về nghệ thuật. Vì vậy nên nó ít được phát triển hơn Sói (so sánh với Wile E. Coyote và Roadrunner) (nhân vật Chó sói Wile E. và Gà lôi của Warner Bros.) trong đó tình cảm của người xem cũng dành cho "nhân vật phản diện". Thỏ đôi khi còn cứu Sói giống như phim Tom và Jerry, con chuột Jerry cũng thường cứu mèo Tom mỗi khi Tom gặp nạn mặc dù bọn chúng là kẻ thù và cũng có lúc hai con đồng tâm hiệp lực (chẳng hạn như trong tập 7 "Chuyến du lịch trên biển" hai con đã cùng nhau ngăn dòng nước chảy vào khoang thuyền).

### Các nhân vật phụ
Các nhân vật phụ trong phim hầu hết là các loài động vật khác nhau, hiếm có sự xuất hiện của con người.
- Hà mã

Câu chuyện còn được điểm xuyết thêm bằng các nhân vật là các động vật khác, phổ biến nhất là hà mã rất khỏe và nặng nề. Nó tham gia với nhiều vai trò khác nhau (chẳng hạn làm cảnh sát, người bảo vệ viện bảo tàng, khách hàng mua dưa hấu, chỉ huy trên công trường xây dựng, người qua đường,...) và là nhân vật mà Sói thường hay chọc giận và luôn phải chạy trốn khỏi nó. Trong tập 4 "Trong sân vận động", trong khi đuổi theo Thỏ, Sói đã hai lần phá mô hình mục tiêu mà Hà Mã đã xếp sẵn để ném gậy vào mục tiêu khiến Hà Mã rất tức giận. Lần thứ ba, Sói tiếp tục rơi trúng vào mô hình mục tiêu của Hà Mã, nhưng Sói đã rơi theo đúng tư thế của mô hình mục tiêu. Nhận thấy cơ hội để trả thù, Hà Mã đã ném gậy vào Sói khiến Sói bay rất xa và còn bị mất huy chương
- Mèo

Một nhân vật khác là Mèo, một chuyên gia trong lĩnh vực ảo thuật. Nó xuất hiện trong vài cảnh biểu diễn xiếc trong 4 tập phim: tập 2 "Trong công viên thành phố", tập 9 "Trong đài truyền hình", tập 11 "Trong rạp xiếc" và tập 17 "Trên đảo". Con mèo này là một nhà ảo thuật tài giỏi, nhưng lại rất tự cao và rất thích được tán thưởng. Trong tập 9 "Trong đài truyền hình", nó đã ba lần đánh rơi Sói đang bay lơ lửng vì hai lần nó đón nhận sự vỗ tay tán thưởng của Thỏ, còn một lần nó bị một con ong mật cản trở công việc của nó. Sói tưởng Mèo cố tình đánh rơi mình nên tìm cách làm ảo thuật để biến hoá Mèo, nhưng Mèo đã nhanh chóng làm phép để biến ra một giỏ hoa. Sói lập tức ném giỏ hoa xuống thì bị hoá phép trở lại ngôi nhà và cầm con cá khô. Trong tập 3 "Trên đường", một chú mèo khác đang hút thuốc, Sói lấy thuốc ra hút nhưng không có bật lửa nên đã châm lửa từ điếu thuốc mà Mèo đang hút và cầm con mèo lên lau tay áo.
- Gấu

Nhiều phần còn có cả những con gấu trong nhiều vai phụ khác nhau như là sĩ quan cảnh sát, người lái xe, diễn viên diễn xiếc, người trong lễ Giáng sinh, nông dân cấy lúa, người câu cá, người vận chuyển hàng hóa, hành khách đi tàu, lực sĩ cử tạ... Gấu là một trong những loài vật thường thấy nhất trong phim, nó cũng đã từng bị Sói chọc giận nhưng ít hơn hà mã, loài gấu trong phim này rất thân thiện nên nó không bao giờ đánh Sói như hà mã. Trong phim không chỉ có những con gấu lớn mà cũng có những con gấu con đáng yêu. Trong tập 6 "Ở nông thôn", để bắt Thỏ đang bơi dưới hồ, Sói đã lấy cần câu của Gấu khi Gấu còn đang ngủ. Tuy nhiên Sói không những không bắt được Thỏ mà còn bị mất đi cái quần đang mặc vì quần bị mắc vào cần câu. Trong tập 8 "Năm mới", một con Gấu lớn đang đeo mặt nạ hình Thỏ, Sói kéo Gấu lại thì Gấu bỏ mặt nạ ra. Sói nhận ra đó là Gấu. Gấu tỏ ra tức giận nhưng sau đó lại bật cười và đeo mặt nạ hình Thỏ vào Sói.
- Moóc

Moóc chỉ đóng một vai duy nhất trong tập 7 "Trên tàu du lịch", nó là nhân vật thuyền trưởng, lúc nào cũng muốn đuổi Sói ra khỏi tàu vì Sói không có vé. Thế nhưng, Sói đã trốn thoát khỏi thuyền trưởng Moóc để lên tàu bằng cách giả vờ làm phụ lau dọn tàu.
- Con lửng

Con lửng đóng vai trọng tài cuộc chạy đua trong tập 4 "Trong sân vận động". Khi lửng chưa kịp bắn súng báo hiệu bắt đầu chạy, Sói thổi phồng túi lên và đập nổ tung, khiến các vận động viên tưởng là tiếng súng nên chạy. Sói thấy thế ngoác mồm cười, còn lửng thì ngạc nhiên vì mình chưa bắn súng, nhưng Sói đã lấy súng của lửng, bắn lên rồi chạy cùng các vận động viên.
- Sư tử

Sư tử được xuất hiện trong tập 8 "Năm mới", đóng vai người chơi trò xe điện đụng. Sói tưởng đó là Thỏ đeo mặt nạ Sư tử (vì lúc nãy Sói nhìn thấy Sư tử nhưng đó lại là Thỏ) liền đánh tới tấp. Nào ngờ Sư tử gầm lên khiến Sói sợ quá bỏ chạy. Có ba con sư tử khác cũng xuất hiện với vai trò là ban nhạc trong tập 9 "Trong đài truyền hình". Sói lấy một cây đàn ghi-ta điện để chơi cùng ban nhạc nhưng lại cắm phích vào ổ cao thế khiến Sói bị giật. Trong tập 11 "Trong rạp xiếc", Sói bị nhốt vào một cái chuồng sư tử (thật). Sói rung cái chuồng lên làm con sư tử tỉnh giấc, định ăn thịt Sói. Thỏ đã phải tìm mọi cách để cứu Sói thoát khỏi con sư tử. Sói bị khát nước, đang uống nước thì sư tử ngậm súng bắn vỡ chai nước mà Sói đang uống.
- Voi

Voi là một trong những nhân vật ít thấy nhất trong phim, chủ yếu nó chỉ là người khách du lịch, người khán giả rạp xiếc... Trong phần mở đầu tập 7 "Trên tàu", Sói đã lẻn vào tàu khi không có vé bằng cách giả làm chó cưng của Voi.
- Lợn

Lợn cũng chỉ là nhân vật ít thấy như nhiều nhân vật khác chẳng hạn như là: người đi siêu thị, khán giả xem xiếc, người gói quà Giáng sinh, người tắm biển,... Đặc trưng của Lợn là bộ bikini màu xanh lam với ba áo ngực. Trong tập 19 "Ở khu nghỉ dưỡng", Sói đã mặc bikini và váy của Lợn để dụ bắt Thỏ, nhưng khi ở dưới biển thì cái váy thêu hình con cá vàng nổi bật khiến cá mập bị thu hút và cắn vào Sói. Trong tập 1 "Trong thành phố và trên bãi tắm", Lợn đang ngồi tắm nắng, thổi một quả bóng bay hình Thỏ rồi vứt vào Sói. Sói tưởng là Thỏ thật liền đập một cái khiến quả bóng hình Thỏ nổ tung. Sói sợ quá bỏ chạy. Trong tập 5 "Trong thành phố", khi Lợn đang đi xuống thang cuốn để đi tàu điện ngầm, trên tay cầm cái âu bằng sắt, Sói ở đằng sau chạy rất nhanh và đâm sầm vào Lợn khiến Lợn ngã ngửa ra, còn Sói lại bám vào cái âu của Lợn. Cái âu trượt trên thang cuốn rồi bay ra nên Sói cũng bị trượt và bay ra theo cùng cái âu và sau đó cái âu đâm vào Hà mã khiến Hà mã ngồi đè Sói. Trong tập 8 "Năm mới", khi Lợn đang gói quà Giáng sinh, Sói đang chơi nhảy bao bố bị Thỏ đội thêm một bao nữa nên không nhìn thấy gì và bị rơi xuống cầu thang, vào ngay bên cạnh các túi quà của Lợn. Lợn tưởng đó là túi quà to nên tiện tay khâu luôn. Nào ngờ Sói trong đó hoảng hốt, nhảy dựng lên khiến Lợn cũng giật mình theo.
- Chó

Chó được thấy trong tập 6 "Ở nông thôn", nó đóng vai người nông dân cầm súng bắn Sói vì tưởng Sói đang bắt trộm gà của nó, nhưng thực ra Sói chỉ có ý định bắt Thỏ. Sói đã bị vào trong máy gặt lúa rồi bị nhốt vào một cái lồng chứa lúa bằng sắt, và Chó đã bắn tan cái lồng đó, nhờ vậy mà Sói thoát ra ngoài. Trong tập 10 "Trên công trường", có hai chú Chó khác đang xách thùng sơn khi bước trên cầu thang. Do quá vội vàng để bắt Thỏ, Sói đã hai lần va vào Chó khiến cho toàn thân Sói bị dính sơn. Ngoài ra, Chó còn vào vai trọng tài quyền Anh trong tập 13 "Thế vận hội '80".
- Vịt

Vịt đóng vai người đi gánh nước trong tập 6 "Ở nông thôn", nó cứu Sói từ dưới giếng lên nhưng Sói không biết ơn, còn tặng lại cho nó một cú đấm như trời giáng.
- Dê

Trong tập 6 "Ở nông thôn", Sói được người thứ hai cứu từ dưới giếng lên là Dê, khi Sói tỉnh dậy, nó tưởng là Thỏ, nhưng vừa thấy Dê nó hốt hoảng bỏ chạy bởi vì thông thường loài sói nhiều lúc cũng sợ loài dê cũng như sợ cặp sừng của dê. Dê còn có vai phụ là người chơi cờ vua trong tập 13 "Thế vận hội '80".
- Tê giác

Tê giác có vai trò duy nhất là người soát vé nhà gương trong tập 2 "Trong công viên thành phố". Nếu có người nào muốn vào nhà gương thì phải cắm vé lên sừng của Tê Giác bởi vì nó chỉ lo ngủ chứ không thức canh. Khi đèn nhà gương tắt, Sói đã mò mẫm làm vỡ hết gương rồi nghĩ rằng mình đã nắm vào tai Thỏ nhưng khi đèn bật lên thì đó lại là sừng của Tê Giác. Tê giác nổi giận, Sói sợ quá, hoảng hốt bỏ chạy, đâm thủng tường nhà gương.
- Lừa

Lừa có một vai duy nhất là hành khách đi tàu trong tập 7 "Trên tàu".
- Cáo

Cáo chỉ có vai nhỏ trong phim giống nhiều loài thú khác như là người nhảy dù, hành khách đi tàu, nhiếp ảnh gia, ca sĩ,... Trong tập 15 "Cung văn hoá", ca sĩ Cáo đang chuẩn bị lên biểu diễn thì Thỏ trang điểm giống y chang ca sĩ Cáo rồi lên biểu diễn thay Cáo. Sói đã lẻn vào trong đám khói và giật bỏ tóc giả mà Thỏ đang đội, rồi phá màn biểu diễn và đưa Thỏ ra ngoài.
- Nhím

Nhím có đóng một vai là người sửa xe trong tập 3 "Trên đường", chiếc xe nó đang sửa bỗng dưng bị Sói nhảy lên rồi phóng như bay đuổi theo Thỏ, và vì chưa lắp phụ tùng nên xe đã bị hư hỏng. Trong tập 1 "Trong thành phố và trên bãi tắm", khi Sói bị mắc vào sợi dây trên cành cây, một lũ nhím bò đến và cành cây gãy, Sói bị rơi và bị lông của lũ nhím đâm vào. Vì đau quá, sau khi gỡ bỏ những chiếc lông của nhím, Sói lại còn ném nhím ra ngoài.
- Kangaroo

Kangaroo được đóng vai người chơi trò nhảy sào trong tập 4 "Trong sân vận động". Khi Kangaroo chuẩn bị thực hiện cú nhảy, Thỏ đã bám vào cây sào của Kangaroo. Kangaroo nhảy, cây sào dựng đứng, Thỏ bám trên ngọn sào. Sói làm mọi cách để bắt Thỏ nhưng không được. Sói quyết định bắt chước Kangaroo nhảy sào nhưng Sói lại bay lên cao, bay khỏi sân vận động.
- Khỉ

Khỉ cũng có một vài vai nhỏ trong bộ phim: người tham gia lễ hội giáng sinh, khán giả một chương trình nào đó...
- Hải ly

Có hai con Hải ly vào vai nhân viên cứu hộ trong tập 1 "Trong thành phố và trên bãi tắm", bọn chúng cứu Sói không bị chết đuối mà Sói lại trả ơn bằng cách đá cả hai rơi xuống biển rồi cướp chiếc thuyền ca nô.
- Chim cánh cụt

Chim cánh cụt có một vai trong tập 15 "Cung văn hóa", là quản lý của ca sĩ Cáo.
- Bướm

Bướm xuất hiện trong tập 4 "Trong sân vận động". Khi Sói nâng tạ, con bướm đậu vào đĩa tạ bên nào thì làm cho bên tạ đó nặng hơn khiến Sói lảo đảo. Tuy nhiên khi bướm đậu vào tay cầm tạ thì quả tạ lập tức rơi xuống đúng vào chân Sói. Sói dùng tạ để đuổi đánh bướm nhưng không đuổi được mà còn bị ngã xuống sân vận động và bị một đĩa tạ rơi vào đầu khiến Sói hoa mắt.
- Ong

Ong xuất hiện trong tập 3 "Trên đường". Khi Sói bị mắc kẹt đầu vào ống cống và chổng cái quần lót hoa lên trời, một con ong bay đến và đậu vào chân Sói, nhưng Sói không thể xua được ong vì vẫn đang bị mắc kẹt, sau đó, ong lập tức đốt Sói khi nhìn thấy hình bông hoa trên quần của Sói và tưởng là hoa thật, khiến Sói đau quá và thoát được khỏi ống cống.
- Thỏ thổ dân

Trong tập 17 "Trên đảo", khi bầy Thỏ thổ dân xem "Hãy đợi đấy" và phá nát TV, ngay lập tức Sói bật cười và chỉ thẳng vào bầy Thỏ thổ dân. Ngay lập tức chúng bắt Sói và đem về để ăn thịt vì thấy rằng đó chính là con Sói trên TV mà chúng vừa xem. Thỏ thật của Sói đã gọi bầy Thỏ thổ dân ra nhảy để đánh lạc hướng, sau đó tranh thủ cứu Sói. Bầy Thỏ thổ dân có đặc trưng là cởi trần và đóng khố nhiều màu sắc.
- Cá mập

Cá mập xuất hiện trong hai tập, đó là tập 17 "Trên đảo" và tập 19 "Ở khu nghỉ dưỡng". Sói rất sợ cá mập, nhưng do một số nguyên nhân trong cả hai tập phim, Sói đã vô tình tấn công lại cá mập khiến cá mập lại sợ Sói.
- Đà điểu

Đà điểu xuất hiện trong khu vui chơi giải trí trong tập 8 "Năm mới". Khi Thỏ đang đi cà kheo trong khu vui chơi, Sói đuổi theo thì vô tình bám vào chân của Đà điểu, tưởng là hai cây cà kheo, và hai chân đà điểu tự động di chuyển, Sói tưởng rằng cà kheo tự đi, nhưng ngay sau đó đà điểu dùng  mỏ túm lấy Sói và quăng ra chỗ bao bố.

## Danh sách các tập

### Các tập chính
Các tập của Hãy đợi đấy! được đánh số nhưng không đặt tên. Mỗi tập được đặt trong một bối cảnh khác nhau nên được đặt tên theo những môi trường đó. Năm trình chiếu và ghi chú ghi trong ngoặc. Các tập đặc biệt là các tập in đậm. Mỗi tập dài khoảng 10 phút bao gồm phần mở đầu (khoảng 2-3 phút, tiếp đó là tiêu đề phim và cuối cùng là phần chính phim)

Hãy đợi đấy! trên tem bưu chính (1988)...

... và truyện tranh.

1. Trong thành phố và trên bãi tắm (1969)
2. Trong công viên thành phố (1970)
3. Trên đường (1971)
4. Trong sân vận động (1971)
5. Trong thành phố (1972)
6. Ở nông thôn (1973)
7. Trên tàu du lịch (1973)
8. Năm mới (1974, chào đón năm mới 1974)
9. Trong đài truyền hình (1976)
10. Trên công trường (1976)
11. Trong rạp xiếc (1977)
12. Trong viện bảo tàng (1978)
13. Thế vận hội '80 (1980, hưởng ứng Thế vận hội Mùa hè 1980 tại Liên Xô)
14. Câu lạc bộ các nhà kỹ thuật trẻ (1984)
15. Cung văn hóa (1985)
16. Trong truyện cổ tích (1986)
17. Trên đảo (1993, trình chiếu lần đầu 1994, kỷ niệm 25 năm ngày phim ra đời)
18. Siêu thị (1993, trình chiếu lần đầu 1995, tưởng nhớ diễn viên Anatoli Papanov khi ông mất)
19. Ở khu nghỉ dưỡng (2005)
20. Ở nhà nghỉ mát (2006)

### Các phần phụ, ngoại truyện
Ngoài ra, còn có một số tập phụ có độ dài ngắn hơn (2-5 phút), chẳng hạn như:
- Một phần tập đầu tiên của phim Đu quay vui vẻ (1969). Trên Internet, tập này được đánh số là tập 0 (tập thử nghiệm (pilot) trước khi bắt đầu tập chính thức)
- 3 tập phim bí mật (1980 - 1981). Vào thời điểm ra mắt, 3 tập phim này được coi là bí mật vì không được phát hành ở bất kỳ một phương tiện hay ấn bản nào mà chỉ được chiếu thỉnh thoảng xen giữa các tập phim chính với tần suất thấp nên rất ít người có cơ hội xem được. 3 tập phim này khác so với những đoạn phim bí mật cấm chiếu khác là ngày nay có thể xem lại được trên Internet.
- Năm mới (2012)
- Năm mới (2013)
- Năm mới (2017)

Ngày 17 tháng 12 năm 2021, phiên bản 3D của phim với tên gọi: Hãy đợi đấy! - Kỳ nghỉ (Ну, погоди! Каникулы) được Soyuzmultfilm sản xuất và đăng tải lên Internet.